# Дрізд бурський
Дрізд бурський(Turdus smithi) — вид горобцеподібних птахів родини дроздових (Turdidae). Поширений у Південній Африці.

## Назва
Вид smithi названо на честь шотландського натураліста Ендрю Сміта (1797—1872).

## Поширення
Трапляється в ПАР, Південно-Східній Ботсвані та Південній Намібії. Його природне середовище існування — субтропічні гірські ліси та чагарникові зарості.

## Опис
Цей птах середнього розміру має довжину близько 24 см. Він має довжину крил від 117 до 131 мм, довжину стебла від 20 до 24 мм і довжину плесна від 30,0 до 34,5 мм. Він може досягати маси не менше 86 г. Він відрізняється від сіроволого дрозда своїм довшим, повністю жовтим дзьобом, довшими крилами та сірішими боками.